# 甘い生活。
『甘い生活。』（あまいせいかつ）は、1999年7月7日から同年9月22日まで、日本テレビ系列で毎週水曜22:00 - 22:54に放送されていた日本のテレビドラマ。主演は明石家さんま。平均視聴率12.9%。

## ストーリー
玩具メーカー勤務の鵜飼力丸は、結婚6年目で子供はおらず、女遊びを繰り返し、妻の晃子もそれを半ば黙認していた。ある日、浮気相手の野添今日子と2人で居るところを仕事中の晃子に目撃された力丸は「会社の部下だ」とごまかすが、今日子が関係を暴露してしまった。その後も言い訳ばかりの姿に激怒し、荷支度を始めた晃子に「出て行かないでくれ！」と懇願した力丸は、「どうして私が出て行かなきゃいけないの？ あなたが出て行きなさいよ！」と言われ、家を追い出されかけてしまう。

## キャスト
- 鵜飼力丸（うかい りきまる）：明石家さんま
  - 玩具メーカー本社に勤めていたが、今日子との不倫が問題となり、子会社である日の丸製作所に工場長として左遷。だが、左遷後も仕事より女性関係との交遊を優先させている。
- 深町アズサ（ふかまち あずさ）：内田有紀
  - 総合病院看護婦。とある件で力丸が病院に運ばれたのをきっかけに知り合う。
- 野添今日子（のぞえ きょうこ）：千秋
  - 力丸のかつての不倫相手。力丸から手切れ金を渡された後もアズサなどとの女性交遊を知り、ストーカーの如く力丸らをつけ狙う。
- 伊刈大作（いかり だいさく）：恵俊彰
  - 日の丸製作所の主任。力丸が来るまでは工場のまとめ役であった。人は良いが、多少空気が読めない傾向がある。
- 一ノ瀬奈央（いちのせ なお）：小林恵
  - 日の丸製作所の事務員。伊刈からの恋のアプローチをずっと断っていたが、実は断る理由が好き嫌いの感情ではなかった。
- 深町克巳（ふかまち かつみ）：北村総一朗
  - アズサの父親。自営業を営んでいる。妻は数年前に逝去。一人娘のアズサの言動にハラハラさせられることもある。
- 日吉春江（ひよし はるえ）：加賀まりこ（特別出演）
  - 晃子の実母。福島で夫と暮らしている。晃子と力丸の間にただならぬことがありそうと直感し、何度か上京して2人の関係を修復させようとする。
- まどか：片石貴子
  - 実母の営む居酒屋で働いている。若干ネジの緩んでいるかのような言動を取ることがある。
- まどかの母親：牧野エミ
  - 自営の居酒屋のママ。関西言葉で、独特の明るさと語り口調でお客をもてなす。
- サブ：山崎一
  - 日の丸製作所の工場員。バツイチで前妻は逝去している。工場員たちのリーダーシップ的存在。
- サト：広岡由里子
  - 日の丸製作所の工場員。サブに好意を抱き、暗にアタックしている。
- 矢沢英一（やざわ えいいち）：生瀬勝久
  - 大学病院の医師。本の執筆も行なっており、出版社勤務の晃子と何かとコンタクトをとることが多い。かねてから晃子に思いを寄せており、力丸の不倫騒動を機に晃子に急接近する。
- 鵜飼晃子（うかい あきこ）：高島礼子
  - 力丸の妻。出版の仕事の関係で帰宅が遅くなったりするが、女性は家庭にいるべきとの力丸の考えに時に強く抗議する。力丸の異性交遊に多少目をつぶっていた。
- 居酒屋のおじさん : 春延朋也

## スタッフ
- 脚本：輿水泰弘 （全話）
- 音楽：岩代太郎
- 演出：水田伸生、長沼誠
- タイトルバックスチル撮影：平間至
- プロデューサー：水田伸生、池田健司、赤羽根敏男
- チーフプロデューサー：佐藤敦
- 製作著作：日本テレビ

## テーマソング
- OP「Place〜」SOPHIA
- ED「遠くまで」ZEPPET STORE

## サブタイトル・視聴率
| 各話                                                       | 放送日        | サブタイトル                             | 演出     | 視聴率 |
| ---------------------------------------------------------- | ------------- | ---------------------------------------- | -------- | ------ |
| 第1話                                                      | 1999年7月7日  | 浮気の代償・愛に刺された                 | 水田伸生 | 17.3%  |
| 第2話                                                      | 1999年7月14日 | 離婚寸前!! 愛人たちの罠                  | 水田伸生 | 14.4%  |
| 第3話                                                      | 1999年7月21日 | 4年ぶりのエッチ!?                        | 水田伸生 | 13.6%  |
| 第4話                                                      | 1999年7月28日 | 抱きしめて! 運命の再会                   | 水田伸生 | 12.6%  |
| 第5話                                                      | 1999年8月4日  | 恋愛拒否宣言! 男なら誠意を見せろ         | 水田伸生 | 9.5%   |
| 第6話                                                      | 1999年8月11日 | 突然の家出! 妻の反撃開始                 | 長沼誠   | 12.7%  |
| 第7話                                                      | 1999年8月18日 | 鬼姑で家庭も崩壊!! 夫も家出              | 水田伸生 | 10.2%  |
| 第8話                                                      | 1999年8月25日 | 離婚届が消えた! 愚かな夫の最後           | 水田伸生 | 12.2%  |
| 第9話                                                      | 1999年9月1日  | 離婚するのに妊娠!! 人生最大の墓穴…       | 水田伸生 | 12.7%  |
| 第10話                                                     | 1999年9月8日  | 赤ちゃん狂騒曲! 父になる男の懺悔         | 長沼誠   | 10.7%  |
| 第11話                                                     | 1999年9月15日 | 出口なし! 愛を求める夫の最終決断とは!?   | 水田伸生 | 12.7%  |
| 最終話                                                     | 1999年9月22日 | 皆さんゴメンナサイ! 私は生まれ変わります | 水田伸生 | 14.7%  |
| 平均視聴率 12.9%（視聴率は関東地区・ビデオリサーチ社調べ） |               |                                          |          |        |

## 受賞歴
- 第22回ザテレビジョンドラマアカデミー賞
  - 新人俳優賞（千秋）

## その他
- 番組名の最後の『。』は「甘い生活もいつかは終わる」という意味が込められている[1]。
- 伊刈や奈央たちが勤めている玩具工場の創業者は前科のある者でも従業員として採用する寛大な人物だった。また、第1話の時点で故人であるとの設定のため、創業者役の藤村俊二は額縁写真での出演となった。従業員たちは始業前の朝礼などで、創業者に感謝の心を想い抱く。ただし、伊刈は前科なし。短大卒で、力丸が来るまでは主任・トップとして、工場をまとめていたとの設定である。
- 放映年の秋、日本テレビ系『踊る踊る踊る!さんま御殿!! 秋のスペシャル』にて、生瀬勝久と千秋がゲスト出演。共にゲスト出演した黒沢年男にドラマで共演した際のエピソードを質問され、生瀬がさんまの演技について「…明らかにNGなんですよ。台詞中の『てにをは』を考えたらNGなんですけど、成立させてしまう（NGではなく、OKとしてしまう）のは、天才ですね」と、語っていた。